# 매튜 헨리

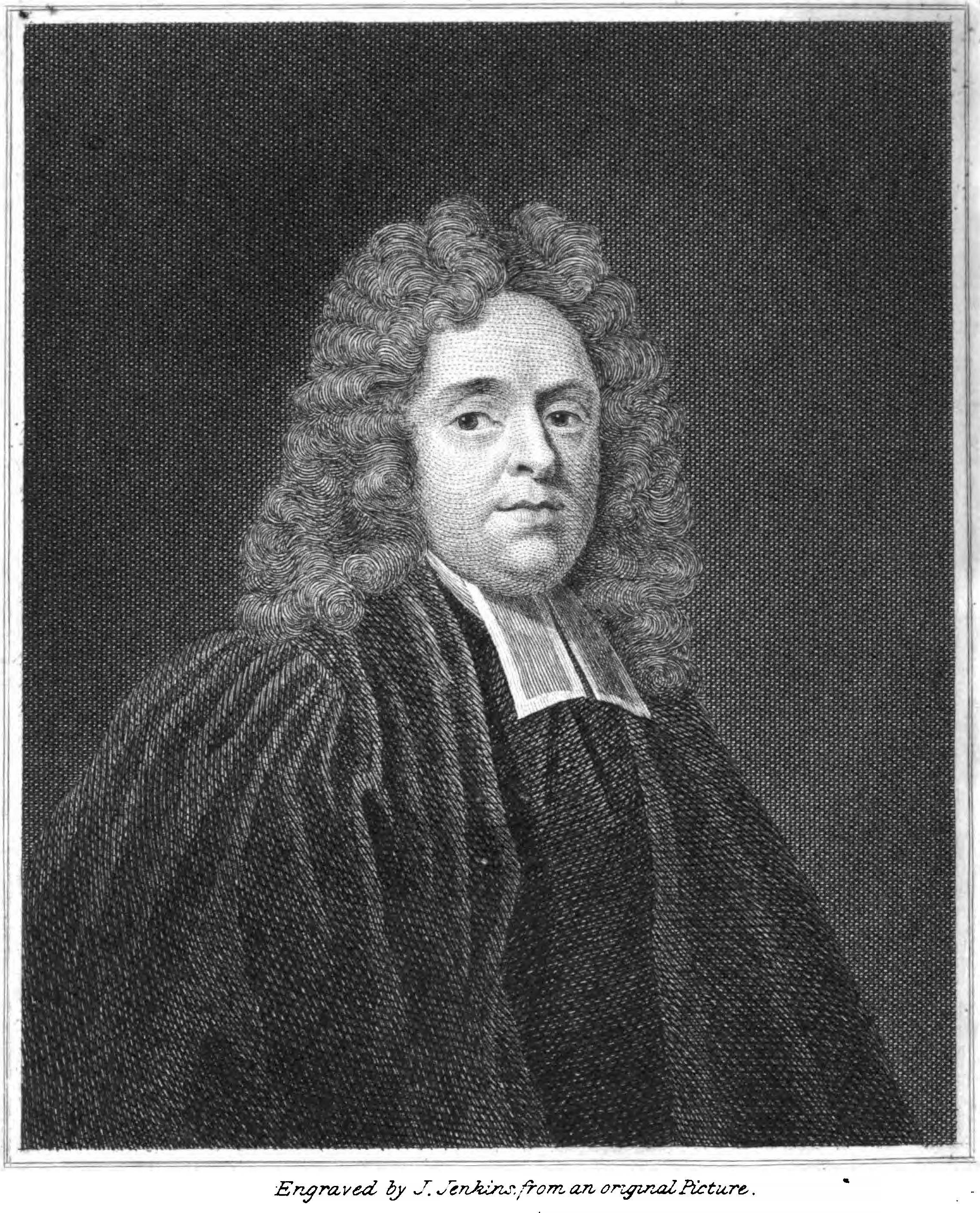
매튜 헨리 초상화

매튜 헨리 ( Matthew Henry; 1662년 10월 18일 - 1714년 6월 22일 )는 비국교회 목사이며 웨일스 출생으로, 대부분의 인생을 잉글랜드에서 보냈다. 그는 《신구약 주석》으로 잘 알려져 있다. 찰스 해돈 스펄전, 조지 휫필드가 그의 강해서를 애용하였다.

## 생애
매튜 헨리는 필립 헨리와 케더린 헨리의 둘째 아들로 태어났다. 그는 모친 가족 농지였던 브로드 오크에서 미숙아로 태어났다. 그는 태어난 다음 날 지역 교구목사에게서 세례를 받았다. 그의 부친인 필립 헨리는 국교도의 성직자로 1662년 통일령으로 퇴출당하였다. 어린시절에는 종종 고열로 인해 어려움을 겪었다. 다른 퇴출당한 목회자들과는 달리, 필립 헨리는 개인 소유의 재산이 있어서 그의 아들에게 좋은 교육을 시킬 수 있었다. 헨리의 누이는 일기작가 사라 새비지였다.

## 작품
헨리의 잘 알려진 6권짜리 신구약 강해는 구약 전체와 신약의 사도행전을 모두 소화해낸 걸작이다. 13명의 비국교회 목사들은 로마서에서부터 요한 계시록까지 6권을 헨리의 사망 이후에 완성하였다. 1811년에 조지 버더와 존 휴그에 의해 전체의 주석이 완성되었다.
헨리의 주석은 주로 주경적이며, 성경의 문구를 설명과 함께 실제적이고 묵상의 목적을 갖고 편찬되었다. 헨리는 매튜 풀의 Synopsis Criticorum을 기술적인 분석으로 추천하였다.
- Meekness

## 번역된 작품
- 매튜헨리주석 1: 창세기 (CH 북스(크리스천다이제스트), 2008)
- 매튜헨리주석 9: 시편 1 (CH 북스(크리스천다이제스트), 2007)
- 매튜 핸리 주석 전집 세트 (원광연 외 옮김, CH북스, 2015)
- 매튜 핸리 성서주석 (신,구약) (브니엘성경연구소)
- 매튜 헨리 기도 ( 김동완 역, 복있는 사람, 2018)

## 기도에 관한 경귀[1]
- '나는 기도를 사랑한다. 그것은 기독교인의 모든 갑옷에 붙어 있는 버클이다.'
- '모두가 혼자 있을 때 한 친구가 준비하고 있다. 그들은 혼자 있을 때 혼자 있는 것이 결코 아니다. 아버지와 교제를 갖는 것보다 더 놓은 사회가 있을까?'
- ' 한 상담자가 모든 그들의 의심에 준비가 되어 있다. 한 안내자가 그의 눈으로 안내하기로 약속하였다. 우리가 가야할 길로 우리를 인도하기 위해서다.'
- ' 한 위로자가 우리 모든 슬픔 앞에 준비되어 있다. 의기소침한 영들을 돕기 위해서, 그리고 넘어진 마음의 힘이 되기 위해서다.'
- '그들의 모든 필요를 위해 한 공급자가 준비되어 있다. 하나님께 접근할 수 있는 그들은 충만한 샘과 고갈되지 않는 보물과 엄청난 광산에 접근할 수 있다.'
- '그들의 모든 짐위에 한 도움이 준비 되어 있다. 그들은 주님, 나의 처소, 내 마음의 힘으로 그에게 접근 할 수 있다.'
- ''한 피난처가 그들의 모든 위험위에 준비되어 있다.  도피성이 그들에게 가까이 있다.  주님의 힘은 강한 산성이다.'
- '일을 하는 데, 일과 싸우는 데 그들의 기능들 위해 힘이 준비되어 있다. 그는 매일 아침에 그들의 팔이다. '
- '구원이 달콤하고 속이지 않는 진정성에 의해 보증된다. 그러므로, 만일 그가 그의 조언으로 우리를 인도한다면, 그는 우리를 영광으로 받아줄 것이다.'

1. ↑  Beeke, Joel R. (2012). 〈54〉. 《A Puritan theology : doctrine for life》. Grand Rapids, Michigan. 878쪽. ISBN 978-1-60178-166-6.